# ВКонтакте
ВКонтакте (международно означение VK) е най-голямата онлайн социална мрежа в Русия. Към месец ноември 2012 г. аудиторията на сайта е около 38 милиона души дневно. Потребителите ѝ могат да комуникират публично или лично, да създават групи, страници, събития, както и да споделят изображения, аудио, видео и да играят браузърни игри. Социалната мрежа поддържа много езици, но се използва най-вече от рускоговорещи.
Към август 2017 г. ежедневната и аудитория представлява 80 милиона посетители дневно. Към 2018 г. са регистрирани повече от 500 милиона потребители.

## История
През 2006 г. Павел Дуров основава „ВКонтакте“ (VK) по подобие на Facebook. Заедно с брат си Николай, който е програмист, двамата създават уебсайта, а компанията нараства на стойност до 3 милиарда щатски долара. През декември 2013 г. Дуров е притиснат да продаде 12% от акциите си във VK на Иван Таврин, собственика на Mail.ru, който впоследствие ги продава на Mail.ru, като по този начин Mail.ru получава мажоритарен дял от 52% от VK. През 2014 г. Mail.ru купува всичките останали акции, ставайки единствен собственик на VK. На 1 април 2014 г. Дуров подава оставката си пред борда на компанията.

## Статистика
| Рейтинг на популярността на сайта по количество показвания на страници в различните страни (към 8 ноември 2012 г.) | Рейтинг на популярността на сайта по количество показвания на страници в различните страни (към 8 ноември 2012 г.) |
| --- | --- |
| Страна | Място |
| Беларус | 1 |
| Русия | 2 |
| Украйна | 3 |
| Казахстан | 5 |
| Молдова | 9 |
| Армения | 12 |
| Узбекистан | 15 |
| Азербайджан | 15 |
| Испания | 106 |
| Италия | 289 |
| Германия | 271 |
| САЩ | 610 |